# Frente de los Revolucionarios de Siria
El Frente Revolucionario Sirio (en árabe: جبهة ثوار سوريا, Jabhat Thowar Suriya, SRF, también traducido como Frente Rebelde Sirio) fue una alianza de 14 grupos armados religiosos relativamente moderados y algunos seculares que luchaban bajo la bandera del Ejército Libre Sirio, formado en diciembre de 2013, por lo que según Arutz Sheva marginó aún más al FSA y a su liderazgo, el Consejo Militar Supremo. Se estableció como respuesta a la fusión de rebeldes sirios islamistas en el Frente Islámico.

## Historia

### Rama norte
El Frente de los Revolucionarios de Siria se formó como una alianza entre 14 grupos diferentes dentro del Ejército Libre Sirio (ELS), forjada como respuesta a la unión del Frente Islámico en noviembre de 2013, de ideología islamista, aunque a fecha de enero de 2014 había dejado de estar afiliada con el ELS. El nombre del grupo también se ha traducido como "Frente Rebelde de Siria" o "Frente Revolucionario Sirio". Tras varios enfrentamientos, el Frente Islámico y el Frente de los Revolucionarios de Siria se reconciliaron.
En diciembre de 2013, tras los enfrentamientos iniciales, el Frente Islámico y el Frente Revolucionario Sirio acordaron reconciliarse.La coalición estaba encabezada por Jamal Maarouf, jefe de las Brigadas de los Mártires Sirios, el mayor grupo miembro de las SRF con sede en Jabal Zawiya en ña Gobernación de Idlib. El grupo ha apoyado la Conferencia de Paz Ginebra II para Oriente Medio, cuyo objetivo es resolver la guerra civil siria. El grupo recibió apoyo financiero de Arabia Saudita, mientras que, según informes, Estados Unidos solo le ha proporcionado ayuda no letal, como alimentos, medicamentos y mantas, en parte debido a la preocupación por su participación en el contrabando y la extorsión.
100 miembros de la Brigada Lobos de al-Ghab de la SRF murieron en enfrentamientos con el Frente al Nusra de Al Qaeda cerca de Yisr al-Shugur el 16 de julio de 2014.
El 5 de mayo de 2015, algunos de los antiguos miembros del Movimiento Hazm, el Frente Revolucionario Sirio con base en el norte, Jabhat al-Akrad, las Brigadas Amanecer de la Libertad y grupos más pequeños del FSA formaron el Ejército de Revolucionarios. Muchos de sus miembros del norte también se disolvieron en el Frente del Levante.
Durante la Intervención militar turca en Siria de 2016, que comenzó a finales de agosto de 2016, algunos miembros del Frente Revolucionario Sirio y del Movimiento Hazm, exiliados de Turquía, cruzaron a Siria a través de Yarábulus.

#### Grupos del Norte (ahora extintos)
- Brigada de los Mártires de Siria[2]
- Consejo Militar de Idlib (disuelto en junio de 2014)[26]
- Brigada de los Mártires de Idlib
- Brigadas Ansar
- Brigada Lobos de al-Ghab
- Brigada Norte Libre
- Brigadas Farouq|Batallones Farouq del Norte
- Brigada Halcones de Montaña (se unió al 5.º Cuerpo en septiembre de 2014)
- Batallones Hama Farouq
- Brigada Khalid ibn al-Walid[27]
- Unión de Brigadas de Zawiya Libre (se retiró en mayo de 2014 para unirse al Frente de Salvación Sirio)[28]
  - Brigada Al-Qaqaa
- 9.ª División de Fuerzas Especiales de Alepo (se retiró en enero de 2014 para unirse al Movimiento Hazzm)
- Consejo Revolucionario Kurdo Sirio (Komala)](se unió en abril de 2014[29])

## Rama del sur
Actualmente, el grupo solo está activo en el sur de Siria, como miembro del Frente Sur, y anteriormente formaba parte del Primer Ejército del Frente Sur. El 2 de marzo de 2016, la explosión de un coche bomba tuvo como objetivo el cuartel general del SRF en Quneitra y mató a su comandante, el capitán Abu Hamza al-Naimi, y a otros cuatro comandantes de campo. En algún momento de 2016, la rama del SRF en Yubata al-Khashab se dividió en tres facciones. El comandante local de la SRF en la zona también desertó al Regimiento del Golán.
El 6 de abril de 2017, estallaron enfrentamientos entre el SRF y Jabhat Ansar al-Islam en la zona rural del norte de Quneitra, que resultaron en la muerte de 7 rebeldes. Las fuerzas gubernamentales bombardearon la zona ese mismo día, lo que resultó en un alto el fuego entre los dos grupos rebeldes.
El 31 de julio de 2017, cinco grupos de la SRF en Daraa y Quneitra se fusionaron en la 1.ª División de Infantería y establecieron una estructura de mando unificada para la SRF.

#### Grupos del sur
- 1era División de Infanteria[32]
  - 1.ª Reunión de Infantería
  - Reunión de justicieros[33]
    - Brigada de las Dos Mezquitas Sagradas

  - Unión de la Unidad de la Nación
  - Brigadas Saladino
  - Brigada de Tanques
- 63.ª División Sur[6]
  - Unión Amanecer del Levante
  - Brigadas Abu Dujana
  - Brigada Jafar al-Tayyar
  - Brigada Leones de la Misericordia
  - Brigada Yarmouk Libre
  - Brigada Hazm
  - Brigada de la Misericordia
  - Brigada de los Mártires del Sur
  - Brigada Mártir Abdul Rahim Samour
  - Brigada de Tareas Especiales
- Brigada Victoria Próxima
- 7.ª División
- Batallones Riyad al-Salehin de Damasco
- Regimiento de Asignaciones Especiales de Damasco
  - Batallón Armenio[34]
- Mártir Capitán Abu Hamza al-Naimi Unión
- Brigadas de ayudantes
- División de Espadas del Sur[35]
- Mártir Capitán Abu Hamza al-Naimi Unión

##### Anteriormente
- Brigadas Omari